# Brusio
Brusio (en alemán: Brüs; en lombardo: Brus; en romanche: Brüsch) es una comuna suiza del cantón de los Grisones, situada en la región de Bernina. Limita al norte con la comuna de Poschiavo, al este con Grosotto (IT-SO) y Vervio (IT-SO), al sureste con Tirano (IT-SO), al sur con Villa di Tirano (IT-SO), Bianzone (IT-SO) y Teglio (IT-SO), y al oeste con Chiuro (IT-SO).